# メタルギアソリッド
『メタルギアソリッド』（METAL GEAR SOLID、略称: MGS）は、コナミコンピュータエンタテイメントジャパンが開発、コナミから発売された戦術諜報アクションゲームであり、メタルギアシリーズの3作目となる作品である。

## 概要
1987年にMSX2用として発売された『メタルギア』の前2作品とは異なり、ポリゴンを用いた3次元描写による潜入アクションゲーム。
物語のテーマは「GENE」（遺伝子）。本作品のシナリオは、米国の『フォーチュン』誌にて「20世紀最高のシナリオ」と称され、小説版のキャッチコピーでも使われている。
ハード性能を活かした映像の他、兵士の吐く白い息等の描写で極寒のアラスカへの潜入を演出。詳細な人物設定等も評価されている。ハードの移行により大きな進展を見せた本作は、ポリゴンによる3次元描写となった事に加え、3次元でなければ不可能な演出を盛り込んでいる。また、ゲーム内では実在する武器が使用されている。

## 発売年表
- 1998年9月3日 - 発売。発売当日、秋葉原のゲームショップでは限定版を求めて100人近い行列ができ[1]、昼過ぎには限定版が完売[2]。すべての店に完売の文字が並んだ[2]。
- 1999年6月24日 - PlayStation用ゲーム『メタルギアソリッド インテグラル』が発売。音声が全て英語吹き替えになり、難易度設定が追加され、全300ステージのVRトレーニングを収録した「VRディスク」が新たに追加されCD3枚組になった。新たなキャラクター遺伝子怪獣ゲノラも登場。PocketStationにも対応している。VRディスクでは本作のトレーラー映像を見ることも出来る。
- 2000年 - Microsoft Windows用ソフトとして発売されたが、アメリカなどでの販売にとどまり、日本では発売はされなかった。
- 2004年3月11日 - 本作を原案に、システムや演出、グラフィックやアクション性などを『メタルギアソリッド2』と同じレベルまで向上させたゲームキューブ用ゲーム『メタルギアソリッド ザ・ツインスネークス』が発売された。ゲームキューブ本体同梱版にはファミコン版『メタルギア』が収録されたディスクが付属していた。
- 2008年3月21日 - ゲームアーカイブスよりPlayStation 3、PlayStation Portableへの販売を開始。
- 2008年5月 - 007シリーズなどの執筆も手がけたレイモンド・ベンソンによる、小説版が角川文庫より発売。一部の変更や著者オリジナルの描写がなされているが、後に発売されたメタルギアソリッドシリーズの設定に基づいた描写が増えている。
- 2012年8月28日 - ゲームアーカイブス版がPlayStation Vitaに対応。PS Vita版『HD エディション』を購入し、『ピースウォーカー』のダウンロード版を購入することで、『メタルギアソリッド4』『メタルギアソリッドV』を除くメタルギアシリーズにおける小島秀夫監督作品（『メタルギア』から『メタルギアソリッド3』及び『メタルギアソリッドピースウォーカー』）までをPS Vitaでプレイする事が可能となった。
- 2013年7月11日 - 『メタルギア ソリッド レガシーコレクション』の発売に合わせ、『インテグラル』のゲームアーカイブス版が配信開始。単体でも購入できるほか、『レガシーコレクション』には無償ダウンロードできるプロダクトコードが付属する。
- 2023年10月24日 - 『メタルギア ソリッド:マスターコレクション Vol.1』の発売に合わせ、収録されている本作（『インテグラル』を含む）の単体ダウンロード版がPlayStation 4、PlayStation 5、Xbox Series X/S、Nintendo Switch、Steam向けに配信開始[3]。

## ストーリー
プロローグ
2005年。アラスカ半島・アリューシャン列島・フォックス諸島沖の孤島、「シャドー・モセス島」において、ハイテク特殊部隊・「FOXHOUND」とその傘下の次世代特殊部隊が突如として蜂起、同島の核兵器廃棄所を占拠した。
彼等は「ビッグ・ボスの息子達」を名乗り、米政府に対して5000万ドルとビッグ・ボスの遺体の引き渡しを要求。それが24時間以内に受け入れられない場合、シャドー・モセスにある核兵器を発射すると通告した。
政府は、元FOXHOUND司令官であり、元大佐でもあったロイ・キャンベルをこの鎮圧作戦の司令官として招集。それに従い、キャンベルは元FOXHOUND隊員であるソリッド・スネークを呼び戻した。
スネークに依頼された任務は2つ。核兵器廃棄所に単身潜入し、人質として囚われたDARPA（国防省付属機関先進研究局）局長のドナルド・アンダーソンと、アームズ・テック社社長のケネス・ベイカーの2名を救出すること。そして、テロリストの核発射能力の有無を調査し、事実ならばそれを阻止し、テロリストの排除と武装解除をすること。
この作戦は極秘案件のため、スネークの単独行動で進められるという。スネークは伝えられた任務内容にきな臭いものを感じつつも、テロリストのリーダーが自分と瓜二つで同じ「スネーク」のコードネームを持つリキッド・スネークであると知り、渋々任務を承諾する。
序盤
アラスカ上空には強烈なブリザードが吹き荒れているため、パラシュートでの降下は不可能。オハイオ級原子力潜水艦で廃棄所付近まで接近した後、小型潜水艇を射出。島に最接近した所で潜水艇を破棄、後は泳ぎで島に上陸し、単独でのスニーキング・ミッション（潜入任務）を開始する。
シャドー・モセス島の施設は軍事要塞へと変貌しており、スネークは敵との交戦を極力避けながら、ターゲットの人質と接触を図る必要があった。メディカルスタッフのナオミ・ハンター、サバイバル技術のアドバイザーであるマクドネル・ミラー（マスター）、オペレーターのメイ・リン、核の専門家であるナスターシャ・ロマネンコなど、それぞれのスペシャリストのサポートを受け、スネークは潜入ミッションを進めていく。しかし救出対象であったDARPA局長とベイカーはスネークが接触して間もなく心臓発作のような症状を起こして急死する。そしてこの施設の正体は核廃棄所に偽装した軍事基地であり、かつてスネークが二度も破壊した核搭載二足歩行戦車「メタルギア」が開発されている事実が判明する。スネークは情報を求め、監獄に捕えられた女性兵士メリル・シルバーバーグと出会う。彼女はキャンベルの姪であった。
中盤
やがて、潜入を続けるスネークの前に、巨大なガトリング砲を自在に振り回す大男バルカン・レイブン、強力な念動能力と読心能力を持つ怪人サイコ・マンティス、驚異的な狙撃能力を持つ女狙撃手のスナイパー・ウルフら、FOXHOUNDの精鋭メンバー達が立ちふさがる。メタルギアの起動阻止、あるいは破壊のための手掛かりを求め、開発者であるハル・エメリッヒの元へ向かったスネークは謎のサイボーグ忍者と遭遇。彼はスネークがザンジバーランドで戦ったグレイ・フォックスの成れの果てであった。「オタコン」と名乗ったエメリッヒの協力を得たスネークはメリルと合流し、メタルギア格納庫を目指すもメリルがウルフに撃たれて重傷を追い、スネークも捕らわれる。リボルバー・オセロットの拷問を受けつつもなんとか脱出したスネークは、リキッドとの対決やウルフとの再戦を経て格納庫へと迫る。
終盤
いよいよ格納庫に近付いたスネークだったが、マスターからナオミのスパイ疑惑を聞かされる。疑心暗鬼の中でメタルギアに到達したスネークは、想い人であったウルフの死を乗り越えてハッカーの本領を発揮したオタコンの助力によって、核の起爆コードを解除しようとする。しかし全てはマスターに変装したリキッドの策略であり、スネークに起爆コードの入力させるのが目的であった。一方、スネークの体にはFOXDIE（フォックス・ダイ）という殺人ウイルスがナノマシンとともに注入されており、国防総省の狙いはスネークに運ばせたFOXDIEによってテロリストや関係者を全員抹殺し、ゲノム兵の遺体とメタルギアを回収することであった。そしてFOXDIEを打ち込んだナオミはグレイ・フォックスの義妹であり、兄の復讐のために作戦に参加していた。様々な真実が明かされる中、とうとうリキッドが搭乗したメタルギアが起動。スネークはオタコンのサポートと、グレイ・フォックスの犠牲によってなんとかメタルギアを破壊するもリキッドは生きていた。
リキッドとソリッド、二人のスネークはクローン技術によって人為的に生み出されたビッグ・ボスの息子であったが、自身の遺伝子という運命に縛られたリキッドは父を憎み、その理想を自身が果たすことで復讐を成し遂げようとしていた。スネークは死闘の果てにリキッドを倒し、メリルまたはオタコンとともに脱出。追い縋るリキッドはFOXDIEの効果により死亡した。
エピローグ
国防総省は事件の隠蔽を図り、キャンベルらを拘束してシャドー・モセス島の空爆を行おうとしたものの、突然の大統領命令によって首謀者らは逮捕される。事件は収束し、兄の最期の言葉（スネークの嘘）を聞いたナオミも復讐の念から開放される。新たな生きる目標を見つけると決意したスネークは、メリルまたはオタコンとともに「人生を楽しむ」べく島を後にするのだった。しかし、裏で暗躍していたオセロットは模擬核弾頭の演習データを回収し、真の黒幕である大統領に報告していた。

## 登場人物
声優は日本語、英語の順

### 主要人物
ソリッド・スネーク
声 - 大塚明夫 / デヴィッド・ヘイター
本作の主人公。元FOXHOUND隊員であり、過去二度に渡ってメタルギアの脅威から世界を救った英雄。ザンジバーランド陥落後はFOXHOUNDを除隊し、アラスカ山脈ツイン・レイクスの湖畔にて犬橇使い（マッシャー）として隠遁生活を送っていた。しかしキャンベルから拉致同然の手段で強引に呼び出され、シャドー・モセス島に単独潜入することになる。

メリル・シルバーバーグ
声 - 寺瀬今日子 / デビメイ・ウェスト
キャンベルの姪である新米兵士。FOXHOUNDの補充要員として演習に参加したが武装蜂起に巻き込まれ、反乱への加担を拒否したことで捕虜にされる。しかし看守のジョニーから服を奪って脱走し、やがてスネークと行動を共にする。

ハル・エメリッヒ（オタコン）
声 - 田中秀幸 / クリストファー・ランドルフ
アームズ・テック社の技術者であり、メタルギア・プロジェクトの開発チーフ。FOXHOUNDの蜂起の際に身柄を拘束され、メタルギアREXの最終調整のために協力を強いられていた。メタルギアREXは「移動可能なTMDシステム」と聞かされており、そう信じて開発を続けてきたがスネークによって真実を聞かされ、自身の過ちを正すべく協力する。

### 協力者
ロイ・キャンベル
声 - 青野武 / ポール・エイディング
元FOXHOUND総司令官で、スネークの旧知。ザンジバーランド騒乱の際にもスネークをサポートした。既に退役していたが今回の事件に際してアメリカ軍に召還され、作戦を指揮することになる。スネークを強引に召還し、潜入任務を依頼する。スネークには退役した現在も「大佐」と呼ばれている。

マスター・ミラー（マクドネル・ミラー）
声 - 銀河万丈 / カム・クラーク
元FOXHOUNDのサバイバル教官。ザンジバーランド騒乱の際にもスネークをサポートした。退役後はアラスカ・スカウトの教官などを務めながら暮らしていたが、今回の事件で再びスネークをサポートするべく名乗り出る。
しかし実はその正体はリキッド・スネークの変装であり、本物のマスターは事件の三日前に殺害されていた。

ナオミ・ハンター
声 - 鶴ひろみ / ジェニファー・ヘイル
FOXHOUNDメディカルスタッフであり、アームズ・テック社の社員。FOXHOUND隊員の遺伝子治療を行うべく派遣されていたが、今回の作戦においてキャンベルと共にスネークをサポートする。

メイ・リン
声 - 桑島法子 / キム・マイ・ゲスト
中国系アメリカ人。MITの現役学生。年齢は10代。画像・データ処理の専門家で、スネークが使用するソリトンレーダーや無線機の開発者でもある。ゲーム中ではセーブを担当。中国の故事・諺に詳しい。任務をしているスネークに教訓としてアドバイスもしている。元はパイロット志望であり、MIT在学時に空軍のROTCを受けていたが、視力が低かったために断念している。
名前の元ネタは香港映画『燃えよドラゴン』でブルース・リーの味方をする吹き矢でナイフを飛ばす美人諜報員から。
ナスターシャ・ロマネンコ
声 - 山田栄子 / レニー・ラウドマン
スネークの作戦サポート要員の一人。年齢は30歳。フリーの軍事アナリスト。ウクライナ共和国出身で、チェルノブイリ原子力発電所事故での被曝体験から核兵器や武器について詳しい。スネーク同様タバコを愛するヘビースモーカーだが、スネークが愛飲しているモスレムを「軟弱な物」と評している。シャドー・モセス島事件後は地下に潜伏しながら「シャドーモセスの真実」を執筆し、『MGS2』に200ページ超というボリュームで内容が収録された。『MGS2』に登場するリチャード・エイムズの元妻でもある。
サイボーグ忍者（グレイ・フォックス / フランク・イェーガー）
声 - 塩沢兼人 / グレッグ・イーグルス
強化外骨格に身を包んだ謎の忍者。スネークを助けるような行動を取ったり、逆に戦いを挑んで来たりとその行動には謎が多く、時折、禁断症状を起こしたように発狂する。その正体はザンジバーランドでスネークに敗れて死んだはずのグレイ・フォックス。

### FOXHOUND
リキッド・スネーク
声 - 銀河万丈 / カム・クラーク
FOXHOUNDの現リーダーであり、今回の事件の首謀者。ソリッド・スネークと同じ「スネーク」のコードネームを持つ者であり、ソリッドとは顔や体格に至るまで瓜二つ。

リボルバー・オセロット
声 - 戸谷公次 / パトリック・ジマーマン
FOXHOUND隊員。老齢だが射撃の名手であり、拷問のスペシャリストでもある。

バルカン・レイブン
声 - 堀之紀 / ピーター・ルリー
FOXHOUND隊員。年齢は30代。ネイティブ・アメリカンとイヌイットの混血で、ミラーの弁によればアサバスカン族とされる。額にワタリガラス（レイブン）の痣があり、全身にペトログリフィスの入墨を施している。バルカン砲をも振り回す怪力と、それを背負ったまま走れる体力、シャーマンとしての超自然的能力を有し、本来、戦闘機に搭載されるM61A1機関砲を個人携行用に改造したものを武器にしている。アラスカ大学卒。
アラスカのブルックス山脈など、人跡未踏の奥地で罠漁師（トラッパー）として狩りをするのが趣味。フェアバックスで開催される世界エスキモーインディアンオリンピックに毎回出場しており、棒引きや四人運びなどの先住民族の競技で連続優勝している（ミラーの弁によれば四人運びの競技で、合計六人もの大人を運んだという）。
最初はM1戦車に乗り込み地雷原でスネークに挑むが手榴弾により戦車が破壊されたため、撤退するがスネークを泳がせるためにわざと負けた。その後、スネークを戦士と認め、地下倉庫でガトリングなどの銃火器で戦いを挑むが爆弾や遠距離ランチャーを利用したスネークの戦法に敗れる。真実の断片を語った後、自らの部下であるカラスたちに亡骸を食わせた。
本人の強さと生身でのボス戦はレイブンの死角と隙を突いて攻撃するのだが、ゲノム兵やスナイパー・ウルフと比べて格段に反応が鋭く簡単に見つかったり反応される上、ガトリング砲を持っているため、真っ向勝負では勝ち目がない。
サイコ・マンティス
声 - 曽我部和恭 / ダグ・ストーン
FOXHOUND隊員。年齢は30代。強力な念動能力と読心能力、対象の視界を操作する能力を持つ。他人の思念が入り込むのを防ぐため、常時ガスマスクを着用している。
ソ連時代のロシアにて生まれるが、出産時に母親を失う。初めて他人の心にダイブした相手は実の父親だったが、その中には彼の出産が原因で妻を失った思いから、彼に対する殺意しかなく、恐怖から衝動的に父親を殺して村を焼き払った。その後はKGBの超能力諜報部員となり、ソ連崩壊後はアメリカに渡り、FBIに籍を置いてサイコメトラーとしていくつかの事件を担当した。
特殊なノイズでメリルの精神にダイブ（憑依）し、スネークと対峙させた。しかし、超能力が優れている反面肉体的には鍛えられておらず、弱点を見切り、逆に精神干渉を逆手にとったスネークに敗北。その後はスネークが自身と同じトラウマを抱えた同類であることを見抜き、そんな彼に賭けてみたいという気持ちを抱き、自身の過去を語った後にスネークのために隠し通路の扉を開く。そして最後くらいは自分自身でありたいと懇願してスネークにマスクを被せてもらい静かに息を引き取った。
戦闘前には超能力のデモンストレーションとして、念力と称してコントローラーの振動機能を操作したり、セーブやアラート数などの行動記録からスネーク（プレイヤー）の性格診断を行う。また、「スネークの趣味を言い当てる」として、メモリーカード内にコナミがリリースしたゲームのセーブデータがあった場合はそれに応じた反応を返す。戦闘時にも、画面を暗転させて視界を奪う「ブラックアウト」やコントローラーの差込口からプレイヤーの行動を先読みするなどメタフィクション的な戦法を用いる。
スナイパー・ウルフ
声 - 中村尚子 / タシア・ヴァレンツァ
FOXHOUND隊員。年齢は20代。紛争地帯の出身で、北方アーリア系の血を引く金髪のクルド人。狙撃技術と持久力をネパール出身のグルカ兵から教わり、7日という狙撃体制維持記録日数を持つ。弾丸に水銀を詰めた特製マーキュリーチップを使用し、抗不安薬を服用している。
ビッグ・ボスに拾われてアメリカへ渡った後、戦場を傍観する立場としてスナイパーになり、FOXHOUNDへと入隊する。スナイパーとしての誇りやプライドは非常に高く、一度自分がしとめると決めるとその相手しか見えなくなり、時には恋愛感情すら持つという。そのため、自身の狙撃を逃れて逆に反撃に成功したスネークに対して強い執着心を抱くようになる。しかし、一方で多くのウルフドッグたちを「家族」と呼んで面倒を見ており、仲間に始末されそうになった彼らの世話を買って出てくれたオタコンに対しては心を許していた模様。また女、子供が傷つくのもあまり好まず、メリルを助けたのはスネークに対する囮であると同時にこういった想いもあった。自身を助けたビッグ・ボスのことは今でも尊敬しており、英雄サラディン（クルド一族出身のイスラムの英雄）と同一視しているほど。
通信塔で、スネークと一緒にいたメリルを襲撃して負傷させる。一度目の戦いでは、敗退したように見せかけ、スネークの背後を取って彼を捕らえる。スネークの脱走後は再び彼を狙うが、二度目の戦いで敗北した際に肺を撃たれた傷が致命傷となり、自分がもう助からないことを悟る。緩慢な死を嫌い、スネークに「お前のような男に殺されることを待っていた」と、自分を殺すよう懇願し、頭部を撃たれて死亡した。
オタコンは、生まれた瞬間からどうしようもない運命を強いられていたという境遇の一致から、ウルフに惹かれていたことが小説『サブスタンスI』で語られる。ウルフの方も内心では彼のことは意識していたが、自分と同じ世界に巻き込まないためにあえて冷たくあしらった。そして結局、2人の道が交わることは最後まで無かった。
デコイ・オクトパス
FOXHOUND隊員。年齢、身体情報、経歴などは不明。変装の達人で、声や血液までも変装対象のそれに似せる。スネークから情報を引き出すべく、死亡したDARPA局長に化けたが、独房にてスネークと接触したことにより、FOXDIEに感染して死亡した。
レイブンとの対決後にスネークはこのことを聞かされるが、序盤にスネークが独房で対面した際、「奴らの蹶起さえなければ、メタルギアを量産する計画だった」と発言しているなど、シャドー・モセス島事件を政府側の人間が用いた「蜂起（ほうき）」ではなく、FOXHOUND側の人間が用いた「蹶起（けっき）」という言葉で表現しているなど、実はゲーム中に伏線が存在する。また、スネークがオセロットの拷問を受けるイベントでは、リキッドが「(DARPAの)局長のようにしくじるな」「ベイカー社長とオクトパスの死因も調べなければならない」と発言するなど、ここにも伏線が存在する。

### 要人・政府関係者
ドナルド・アンダーソン
声 - 佐藤正治 / グレッグ・イーグルス
DARPA（国防省付属機関先進研究局）の局長として登場する。年齢は50代。メタルギアREX開発計画の中心人物の一人として演習に参加していたが、FOXHOUNDの蜂起により人質となる。ゲーム内でスネークと会話していたのはFOXHOUND隊員のデコイ・オクトパスであり、本物はスネークの作戦開始前にオセロットの拷問により既に死亡している。なお、オセロットの拷問が行き過ぎたというのは表向きの話であり、実際はオセロットの正体や愛国者達の情報を喋らせないため、事故に見せかけて故意に殺害されたというのが真実である。
ケネス・ベイカー
声 - 藤本譲 / アラン・ルリー
メタルギアの開発元である軍需企業、アームズ・テック社の社長。年齢は60代。メタルギアの演習に参加していたが、FOXHOUNDの蜂起により人質となる。ワイヤーに触れると爆発するC4トラップでオセロットに拘束されていた。忍者がオセロットの腕を切断したと同時に彼を縛っていたC4トラップが解除されるが、スネークに演習データの入った光ディスクを渡して会話を交わした後、FOXDIEにより絶命する。業績悪化で会社の存続が危ぶまれていたため、新型メタルギア計画を推進していた。
ジム・ハウスマン
声 - 麻生智久 / ウィリアム・H・バセット
国防長官。年齢は70代。作戦終盤、キャンベルの身柄を拘束して自ら作戦指揮に乗り出し、核攻撃であらゆる証拠の隠滅という暴挙に出るも結局は首謀者としていたエイムズによって逮捕される。「シャドーモセスの真実」によると、事件数日後に自殺したと報じられたが、実際は「愛国者達」の意により責任を取るよう要求され、それを断った結果暗殺されたというのが真実である。家族や部下には、精神的に衰弱していたと自殺の兆候があったように証言をさせる偽装工作が図られたとされている。小説ではクラーク博士と大統領の仲介人でもあり、「恐るべき子供達計画」にも参加していた。

### その他
ジョニー佐々木
声 - 今村直樹 / ディーン・スコフィールド
次世代特殊部隊の隊員。独房の看守を務めていたが、捕虜として捕らえていたメリルによって気絶させられ、服と銃を奪われて放置される。後にスネークが捕虜になった際にも看守を担当する。胃腸が弱く、下痢が持病となっている。名前は『インテグラル』で判明。

## 開発
1994年にメタルギアシリーズ第3作目として『メタルギア3（仮）』として開発開始。当初の発売予定プラットフォームはPlayStationではなく、『メタルギア』と『メタルギア2 ソリッドスネーク』でのMSX2で信頼があったパナソニックの3DO用ソフトでの発売予定であったと、HIDECHAN! ラジオ内で小島秀夫が語っている。
1995年1月17日には阪神・淡路大震災によるコナミ神戸本社（当時）の被災のため開発中断されたが、1996年には震災の痛手から立ち直り、開発再開。しかし、パナソニックがハードゲーム機産業から撤退したのに伴い、3DO用ソフトからライバル会社だったソニー・コンピュータエンタテインメントのハード機PlayStation用のソフトに変更された。その後、東京ビッグサイトで開催された東京ゲームショウ'96のコナミブースでプロモーション動画が初公開された。
本作では従来の2次元描写では平面図形を用いて紙にステージ構成を書き上げる事が出来たのに対し、今作では3次元という立体が扱えるため、空間の構成がより複雑になった。このため急遽レゴブロックが用意され、CCDカメラによる角度等の細部の研究が行われた。これらが当時業界初である「複数のアングルを自由に切り替えられる」といったシステムを実現している。また、2次元ハードの時代から受け継がれている「視覚や聴覚に訴える手段」においても大幅にバリエーションが増した。
また当時主流であったプリレンダリングによるデモシーンを採用せず、リアルタイムレンダリングによりゲーム画面と同じクオリティで劇を展開させた。一方で性能上の制約から画質は荒いローポリゴンとなったため、表情の細部を描写することが出来ず、キャラクターの会話中の感情等は陰影と首の動きによって表現している。このためモーションキャプチャーも採用していない。また、史実が語られるシーンには実写映像が採用されている。

## 楽曲
- 『The Best is Yet to Come』 / イーファ・ニ・アーリー - エンディングテーマソング。ゲール語で歌われる。
- 『ENCOUNTER』 - 敵兵士に発見されたアラート状態に流れる緊張感あふれる曲。これをはじめとするBGMを手掛けた作曲家としては、当時コナミに所属していた岩瀬立飛が知られている。
- 『MAIN THEME』 - メタルギアソリッドの顔とも言える曲。ビートマニアに収録されたのもこのバージョンが元である。
- 『MAIN THEME 1997 E3 EDIT』 - 1997年のE3で公開された開発版のムービーに使われたバージョン。開発版のムービーは「インテグラル」のVRディスク内のVR訓練をクリアするか本編で最上位の称号があるクリアデータがある事で解禁可能。
- 『CONTROL MIX』 - ゲーム内の音声とメインテーマをマッシュアップしたバージョン。ミックスはQUADRA。

## メタルギアソリッド インテグラル
- ムービーシーン・無線が全て英語音声に変更された。字幕は日本語・英語と自由に変更できる。
- 本編のほか、オリジナル版にはない300の「VR TRAINING」を収録した三枚目のディスク「VR DISC」が追加されており、潜入任務の基礎を練習できる「SNEAKING MODE」、8種類の武器の習熟訓練を行う「WEAPON MODE」、武器を使用して敵兵を倒して行く「ADVANCED MODE」、様々な制限の元で（ほとんどネタ重視）ミッションをクリアする「SPECIAL MODE」の4つのモードが収録されている。モードには『メタルギア』、『メタルギア2 ソリッドスネーク』のBGMのアレンジ版が使われている。
- クリア後に条件を満たしていれば、二度目のプレイからタキシード姿のスネーク、スニーキングスーツを着たメリル、色が赤を基調としたものに変更された忍者が登場するほか、敵兵の配置やルートが変更されるようになった。また、オリジナル版のクリアデータがあれば、最初から敵兵の配置とルートが変更される。
- 本編プレイ中、渓谷・通信棟への地下通路・雪原で無線周波数「140.66」に通信すると、本編で使われなかったボツBGMを聞くことができる（ボス戦の最中は聞けない）。また無線周波数「140.07」に通信すると、制作スタッフによる「メタルギアソリッド」の開発裏話を文章で読むことができる。ゲーム中の各場面に応じて開発裏話が用意されており、難易度EASY以上で本編をクリア後にクリアデータを作成、そのクリアデータをロードし2周目を開始してからでないと読めない裏話も存在する（メリル・オタコンのどちらと脱出したかによっても、2周目の開始時に読める裏話は変わる）。なお、この周波数「140.07」はゲームボーイカラー版『メタルギア ゴーストバベル』の隠し要素として収録された、連続無線ドラマ「アイデアスパイ2.5（ツー・ハン）」を聞くことができる周波数と同一である。
- PocketStationを使い、ナオミから依頼される極秘ミッションを遂行できるようになる。一定期間内に他のポケステと称号の交換を重ねることによってミッションを進めて行く。
- 称号の数が48個に増えた。
- 本編クリア後、一人称視点で本編をプレイ出来る「1P VIEW MODE」が追加された。
- 本編クリア後に「VR DISC」でカメラを使ってナオミを撮影できる「生還記念写真撮影会」が追加される。最高難易度である「EXTREME」クリア後だとメイ・リンも撮影できる。撮影できる距離、撮影時間は取得した称号によって変わる。

難易度設定も変更できるようになっており、最初に選択できる4つの中のいずれか1つをクリアすることで最高難易度「EXTREME」が追加される。
VERY EASY（最低難易度）
プレイヤーのライフは多く、敵のライフは少なくなっている。最初からサプレッサー付き、弾数無限の武器「MP5SD」を所持した状態でゲームが開始される。ただし、この難易度に限り、エンディングに到達してもクリアデータは作成されない。
EASY（低難易度）
オリジナル版の難易度に準じる。
NORMAL（標準難易度）
オリジナル版と比べ、若干難易度があがっている。
HARD（高難易度）
プレイヤーのライフはNORMALと比べ少なくなっており、致命傷を受けやすいほか、敵兵の位置と視界を示すレーダーが表示されない。
EXTREME（最高難易度）
本編を一度クリアすると遊べるようになる最高難易度。受けるダメージは大きくなり、敵兵に与えるダメージは減っている。HARDと同じくレーダーは表示されず、敵兵の視界は2倍に伸びている。ボス戦に勝利してもライフの最大値は上がるがライフそのものは回復せず、ゲーム内での特定のイベント発生でしか回復しない。またライフ回復アイテムはフィールド上にいっさい配置されておらず、特定のイベントで受け取る、または敵兵から奪わないと入手が出来ない。

## 移植・リメイク版

### メタルギアソリッド ザ・ツインスネークス
本作を『MGS2』の映像技術、ゲームシステムでリメイクしたニンテンドー ゲームキューブ用ソフト。略称は『MGSTTS』。開発はKCEJとシリコンナイツ。
「主観」や「ホールドアップ」、「エルード」などの『MGS2』で新たに搭載されたアクションが追加された。麻酔銃とそれに伴うボスのスタミナゲージも導入されている。これにより、狙い撃ち、無殺プレイ、ドッグタグを集める（特に特典はない）ことが可能。同時に敵兵のAIも強化されており、プレイヤーも巧妙に隠れる必要がある。
マップの構成は基本的にPS版と変わっていないが、ロッカーなど『MGS2』から導入された小物がいくつか追加されている。難易度変更など『インテグラル』で追加された要素も収録されたが、「VRトレーニング」は収録されていない。
小島秀夫と親交のある映画監督・北村龍平の演出によってイベントムービーがスネークがバク宙で弾丸をよける、飛んでくるミサイルを踏み台にしてジャンプするなどの当時のハリウッドアクション映画を意識した非現実的なアクションに変更されている。これに関して、北村は当初は遠慮していたが小島に「もっとアホなことやれ」と言われて次第にエスカレートしていったと語っている。小ネタも本作の仕様に合わせた条件で見られるものが存在する。BGMに関しては新規のものとなっている。また、任天堂ハードでの発売ということもあり、マリオとヨッシーの人形が登場するなどの任天堂ネタも盛り込まれた。
キャラクターボイスは『インテグラル』『サブスタンス』同様、全て新録された英語音声である。字幕は日本語に変更できる。日本語字幕のフォント表示にバグがあり字幕の文字が崩れ非常に読みづらくなっているがメーカーは不具合として認めていない。

### メタルギア ソリッド: マスターコレクション Vol.1
2023年10月24日に発売された、『MGS2』『MGS3』とのセット収録版。本作は無印版と『インテグラル』の両方を収録している。対応機種はNintendo Switch、PlayStation 5、PlayStation 4、Xbox Series X/S、PC。単品でも発売されている。ゲーム本編に加え、作中の台詞や無線を網羅した「デジタルシナリオブック」と、シリーズを詳細に解説した「デジタルマスターブック」を付属。
ボタン操作に関するテキストは各ハードに合わせて変更され、海外版における服を剥ぎ取られたジョニーの描写、赤十字マークの色などのごく一部の変更点はあるもののそれ以外は本家に忠実である。当然、ディスク交換の必要は無いが、ディスク交換地点に行くと原作のディスクが入れ替わる演出が入る。パッケージの参照やコントローラの設定なども自由に行え、原作のギミックも問題なく通過できる。また、サイコ・マンティスの超能力で認識されるセーブデータを仮想メモリーカードに書き込み可能であり、自由に反応が見られるようになっている。Switch版のみ、ボタンの説明が含まれる台詞は音声が全てカットされる仕様になっている。

## ラジオドラマ
文化放送系のアニラジ番組CLUB dbの枠にて、本作のラジオドラマ版が1998年10月24日から1999年1月9日にかけて放送された。監督は「小島組」の村田周陽が担当している。
脚本はゲーム本編の軍事アドバイザーを担当した毛利元貞が手がけた。スネークやメイ・リン、メリル、キャンベル大佐といったおなじみのキャラクターは登場するものの、ゲーム本編のストーリーとはほとんど関係はない。

### スタッフ
- 製作：池田孝治（コナミ）
- 監督：村田周陽（コナミ）
- 脚本：毛利元貞（モリインターナショナル）
- 演出：岩浪美和

### 独自の登場人物
アレン・イイシバ軍曹
声 - 古川登志夫
シュルツ准将/少将
声 - 中江真司
マーク・コルテズ大佐
声 - 阪脩
ライリー・マルティネス曹長
声 - 田中一成
セルゲイ・イワノビッチ大尉
声 - 中田和宏

## 小説版
メタルギア ソリッド
『MGS4』発売に先立って、角川文庫より2008年5月発売。執筆は007シリーズのレイモンド・ベンソン。訳者は富永和子。ISBN 978-4-04-276703-9。
シナリオは基本的にゲーム版と同じ展開で進んでいくが、マスターミラーが何者かに襲撃されるシーンや、スネークの少年時代についての描写などゲーム本編では触れられていなかった場面や小説独自の場面も存在する。また、本編にこそ登場しないものの「E・E」や「ソリダス・スネーク」など、次作に登場するキャラクターの名前が挙げられるシーンもある。
著者のレイモンド・ベンソンがゲームの分野に明るいこともあり、作中では、「パンチ・パンチ・キック」などの単語や、新しいアイテムを入手するごとにナスターシャに無線連絡をするなど、ゲームのプレイ内容を再現した描写も見られる。
しかし英文を日本語に翻訳している都合上、一部主要キャラ達の性格や言動が変わっている。また、一部のキャラ達の一人称や台詞も変わっている。
物語は本編の33年前、クラーク博士がビッグ・ボスの遺伝子を持つ双子の出産に立ち会うシーンから始まり、本編でのスネークは1972年生まれの33歳であることが分かる。
メタルギア ソリッド サブスタンスI -シャドー・モセス-
『MGSV』発売に先立って、角川文庫より2015年8月発売。著者は、次作『ピースウォーカー』のノベライズを手がけた野島一人（矢野健二）。ISBN 978-4-04-103228-2。
『MGSV』との連動企画として3か月連続で刊行され、第1弾が本作にあたる。
2009年、マンハッタン（『MGS2』プラント編の舞台となる年、地域である）に住む一人の少年が読む「metalgear_solid」というテキストファイルという形でストーリーが展開される。ゲーム発売当時には存在しなかったアメリカ同時多発テロ事件が存在する世界でもあり、メタフィクショナルなストーリー展開となっているが、基本的にはゲーム本編に忠実な内容である。
一方、パッケージの裏から周波数を参照するギミックや、PALキーの温度変化のために司令室と外を何度も往復するシーンなどゲーム的な都合が大きい部分は小説の展開に合わせて改変されている。また、ゲームでは回復アイテムとして活躍するレーションは「ナノマシンで栄養補給されるから必要ない」と明言するなど、現実的な設定になっている。
登場人物の設定も最新作であり、最終作とされている『MGSV』までの作品の設定や内容にもとづいて細かく補完・補足されており、それ以降の作品との繋がりがより強化されている。例を挙げると、ゲームでは「彼」と呼ばれていたが後に女性と判明するクラーク博士は「彼女」に改められていたり、サイコ・マンティスが少年時代となる『MGSV』の出来事を僅かに思い出す、など。また、事件の裏で暗躍するリチャード･エイムズの動向や『愛国者達』に言及するリキッドなど、『2』に収録された『シャドー･モセスの真実』の描写を盛り込んでいる。

## コラボレーション
- マリオとヨッシー（任天堂から） - 人形で登場。マリオを撃つと1UPのBGM、ヨッシーを撃つとボイス（声 - 戸高一生）が聞ける（GC版のみ）。
- ニンテンドー ゲームキューブ本体とウェーブバード - 上記のマリオの人形と同じ部屋にある（GC版のみ）。
- beatmaniaシリーズ - 『メタルギアソリッド』のメインテーマのリミックス曲が『beatmania（DISC2）』『beatmania 3rdMIX』『beatmania BEST HITS』（すべてPS用ソフト）及び、『beatmania GB』（GBC対応ソフト）『beatmania for WonderSwan』（WS用ソフト）に収録されている。
- ときめきメモリアルドラマシリーズ（SS・PS） - メタルギアソリッドが実写映画という設定で上映されている（『Vol.2 彩のラブソング』『Vol.3 旅立ちの詩』）。なお、Vol.2とVol.3では内容が異なり、前者が本作発売前のもの、後者は発売後で本作のダイジェストとなっている。
- ときめきメモリアル3 〜約束のあの場所で〜（PS2） - メタルギアソリッドが映画という設定で上映されている（ドラマシリーズとは違い、アニメ映画扱い）。
- ドリームミックスTVワールドファイターズ（PS2・GC） - 主人公のスネークがコナミキャラからの参戦。隠しキャラなので最初から使用できない。
- 大乱闘スマッシュブラザーズシリーズ - 主人公のスネークがゲストキャラとして参戦。作中で行われる無線ではキャンベル、メイ・リン、オタコンも登場し、無線画面はPS版のものが流用されている。その他、アイテム関連で多数のキャラや兵器が登場する。また、シャドー・モセス島をモチーフとしたステージも登場する。サイボーグ忍者のアシストフィギュアも登場し、セリフは全てライブラリー音源となっている。